# Copa del Món de Futbol de 1966 - Grup 3
El Grup 3 de la Copa del Món de Futbol 1966, disputada a Anglaterra, estava compost per quatre equips, que s'enfrontaren entre ells amb un total de 6 partits. Els dos millors classificats passaren a jugar la segona fase, els quarts de final.

## Integrants
El grup 3 està integrat per les seleccions següents:
| Portugal | Hongria | Brasil | Bulgària |
| -------- | ------- | ------ | -------- |

## Classificació
| Pos | Equip    | PJ | PG | PE | PP | GF | GC | GR    | Pts | Classificació           |
| --- | -------- | -- | -- | -- | -- | -- | -- | ----- | --- | ----------------------- |
| 1   | Portugal | 3  | 3  | 0  | 0  | 9  | 2  | 4,500 | 6   | Avança a la segona fase |
| 2   | Hongria  | 3  | 2  | 0  | 1  | 7  | 5  | 1,400 | 4   | Avança a la segona fase |
| 3   | Brasil   | 3  | 1  | 0  | 2  | 4  | 6  | 0,667 | 2   |                         |
| 4   | Bulgària | 3  | 0  | 0  | 3  | 1  | 8  | 0,125 | 0   |                         |

## Partits

### Brasil vs Bulgària
| Brasil                   | 2–0     | Bulgària |
| ------------------------ | ------- | -------- |
| Pelé 15' · Garrincha 63' | Informe |          |

### Portugal vs Hongria
| Portugal                          | 3–1     | Hongria  |
| --------------------------------- | ------- | -------- |
| José Augusto 1', 67' · Torres 90' | Informe | Bene 60' |

### Hongria vs Brasil
| Hongria                                 | 3–1     | Brasil     |
| --------------------------------------- | ------- | ---------- |
| Bene 2' · Farkas 64' · Mészöly 73' (p.) | Informe | Tostão 14' |

### Portugal vs Bulgària
| Portugal                                     | 3–0     | Bulgària |
| -------------------------------------------- | ------- | -------- |
| Vutsov 17' (p.p.) · Eusébio 38' · Torres 81' | Informe |          |

### Portugal vs Brasil
| Portugal                      | 3–1     | Brasil    |
| ----------------------------- | ------- | --------- |
| Simões 15' · Eusébio 27', 85' | Informe | Rildo 73' |

### Hongria vs Bulgària
| Hongria                                     | 3–1     | Bulgària      |
| ------------------------------------------- | ------- | ------------- |
| Davidov 43' (p.p.) · Mészöly 45' · Bene 54' | Informe | Asparuhov 15' |